# Chandra (Teleskop)
Chandra (Abkürzung: CXO, vollständiger Name Chandra X-ray Observatory) ist ein Satellit mit einem Röntgenteleskop. Er wurde am 23. Juli 1999 von der NASA mit dem Space Shuttle Columbia in eine Erdumlaufbahn gebracht (Mission STS-93) und ist nach dem Astronomen Subrahmanyan Chandrasekhar benannt. Er ist 13,8 m lang und wiegt 4,8 Tonnen.

## Planung und Inbetriebnahme

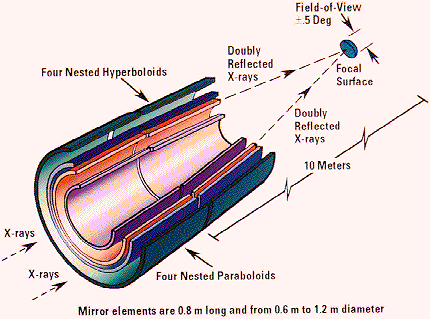
Funktionsweise des vierfach verschachtelten Wolter-Teleskops (Illustration: NASA)

Das Röntgenobservatorium wurde in der Entwicklungs- und Bauphase AXAF (Advanced X-ray Astrophysics Facility) genannt, aber noch vor dem Start in Chandra umbenannt. Zusammen mit der Raketenoberstufe Inertial Upper Stage ist Chandra der größte Satellit, der mit einem Space Shuttle in eine Umlaufbahn befördert wurde. Seine Primärmission war auf eine Dauer von fünf Jahren angesetzt, wurde aber mehrfach verlängert. Seither ist es eine der langlebigsten Satellitenmissionen geworden.
Mithilfe seiner Manövriertriebwerke wurde der Satellit im Weltraum auf eine stark exzentrische Ellipsenbahn ({\displaystyle a=} 80792 km, {\displaystyle \varepsilon =} 0,802) gebracht, die weitgehend über dem Strahlungsgürtel der Erde liegt, sodass Bremsstrahlung von Teilchen des Sonnenwindes und der kosmischen Strahlung die Messung nicht beeinflussen können. Ein Umlauf des Weltraumteleskops auf seiner Bahn dauert 64 Stunden 18 Minuten, wovon rund 55 Stunden für die Beobachtung genutzt werden können.

## Instrumente
Der Röntgensatellit Chandra ist nach dem Hubble Space Telescope im optischen Bereich und dem Compton Gamma Ray Observatory im Gamma-Bereich das dritte der vier Weltraum-Observatorien, die von der NASA im Rahmen des Great Observatory Programs geplant wurden. Im Infrarot-Bereich wurde dieses Programm durch das Spitzer-Weltraumteleskop komplettiert. Die wissenschaftliche Betreuung und Steuerung des Satelliten obliegt dem Smithsonian Astrophysical Observatory.
Chandra ist ausgerüstet mit
- einem vierfach verschachtelten Wolter-Teleskop vom Typ I
- zwei Transmissionsgitter-Spektrometern, LETGS (Low Energy Transmission Gratings Spectrometer) für den Energiebereich 0,09–3 keV und
- HETGS (High Energy Transmission Grating Spectrometer) für den Energiebereich 0,4–10 keV,
- und mit einem abbildenden Spektrometer (ACIS, Advanced CCD Imaging Spectrometer); dieses besteht aus 10 CCD-Chips und ist für Strahlungsenergien von 0,2 bis 10 keV empfindlich.

Die Bilder von Chandra haben mit einer maximalen Auflösung von 0,5 Bogensekunden eine deutlich bessere Schärfe als Bilder früherer Missionen. Der sehr erfolgreiche deutsche Röntgensatellit ROSAT hatte im Vergleich dazu eine Auflösung von etwa 4 Bogensekunden.

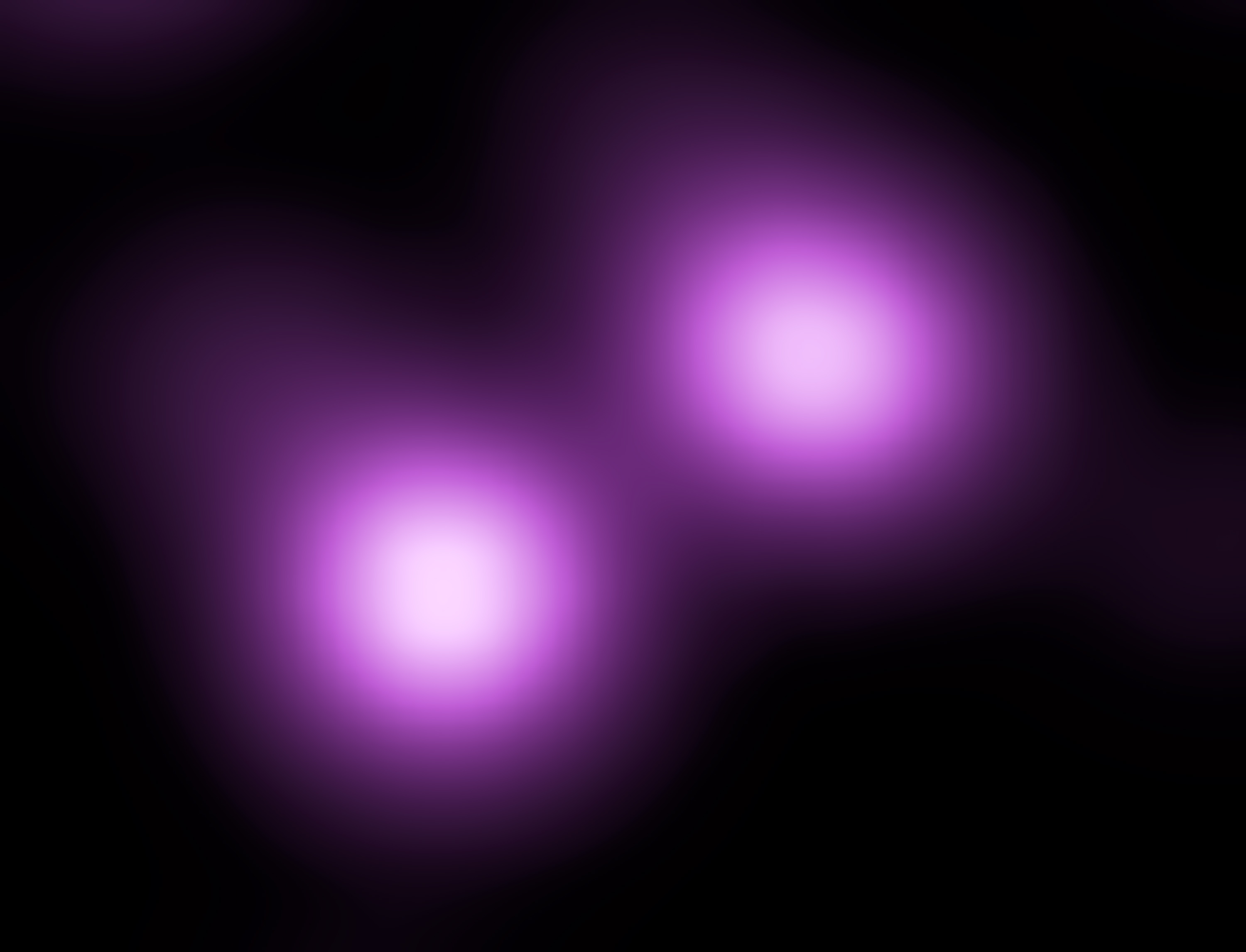
Supernova SN 2006gy (rechts) und der Kern von NGC 1260.

## Entdeckungen
Einige beispielhafte Entdeckungen:
- Röntgenemissionslinien wurden zum ersten Mal mit einem Gammastrahlenausbruch, Beethoven Burst GRB 991216, in Verbindung gebracht. (Piro et al., 2000)
- Beobachtungen des Bullet-Clusters schränkten den Querschnitt der Selbstwechselwirkung dunkler Materie ein.[5]
- Die Hubble-Konstante wurde unter Verwendung des Sunyaev-Zeldovich-Effekts mit 76,9 km/s/Mpc gemessen.[6]
- 2006 fand Chandra starke Beweise dafür, dass dunkle Materie existiert, indem sie die Kollision von Superclustern beobachtete.[7]
- Röntgenstrahlen emittierende Schleifen, Ringe und Filamente, die um ein supermassereiches Schwarzes Loch in Messier 87 herum entdeckt wurden, implizieren das Vorhandensein von Druckwellen, Schockwellen und Schallwellen. Die Entwicklung von Messier 87 könnte dramatisch beeinflusst worden sein.[8]
- Im Jahr 2006 wurde mit Chandra SN 2006gy entdeckt, die bis dahin energiereichste beobachtete Supernova-Explosion (siehe Bild).
- Jupiters Röntgenstrahlen kommen von den Polen, nicht vom Polarring.[9]
- Drei amerikanische Schüler entdeckten mithilfe von Chandra-Daten einen Neutronenstern im Supernova-Überrest IC 443.[10]
- Um die Milchstraße herum wurde ein großer Halo aus heißem Gas gefunden.[11]
- Extrem dichte und leuchtende Zwerggalaxie M60-UCD1 beobachtet.[12]
- Am 5. Januar 2015 berichtete die NASA, dass CXO eine 400-mal hellere Röntgeneruption als üblich, einen Rekordbrecher, von Sagittarius A*, einem supermassereichen Schwarzen Loch im Zentrum der Milchstraße, beobachtete. Das ungewöhnliche Ereignis könnte laut Astronomen durch das Auseinanderbrechen eines Asteroiden verursacht worden sein, der in das Schwarze Loch gefallen ist, oder durch die Verwicklung von Magnetfeldlinien in Gas, das in Sagittarius A* strömt.[13]
- Im September 2016 wurde bekannt gegeben, dass Chandra Röntgenemissionen von Pluto entdeckt hatte, die erste Entdeckung von Röntgenstrahlen von einem Objekt im Kuipergürtel. Chandra hatte die Beobachtungen in den Jahren 2014 und 2015 gemacht und die Raumsonde New Horizons bei ihrer Begegnung im Juli 2015 unterstützt.[14]
- Im März 2021 wurde mit Chandra PJ352–15 entdeckt, ein Quasar mit einem Röntgenjet, der mit einer Entfernung von 12,7 Milliarden Lichtjahren von der Erde zum Zeitpunkt seiner Entdeckung einen Entfernungsrekord aufstellte.[15]
- Ebenfalls im März 2021 gab die NASA bekannt, dass das Teleskop 2002 und dann wieder 2017 vom Uranus ausgehende Röntgenstrahlung beobachtet hat.[16]
- Im Oktober 2021 wurden Beobachtungen mit dem Teleskop als erstmalige Hinweise auf die Existenz eines extragalaktischen Exoplaneten interpretiert.[17]